# Groupe linguistique sicilien

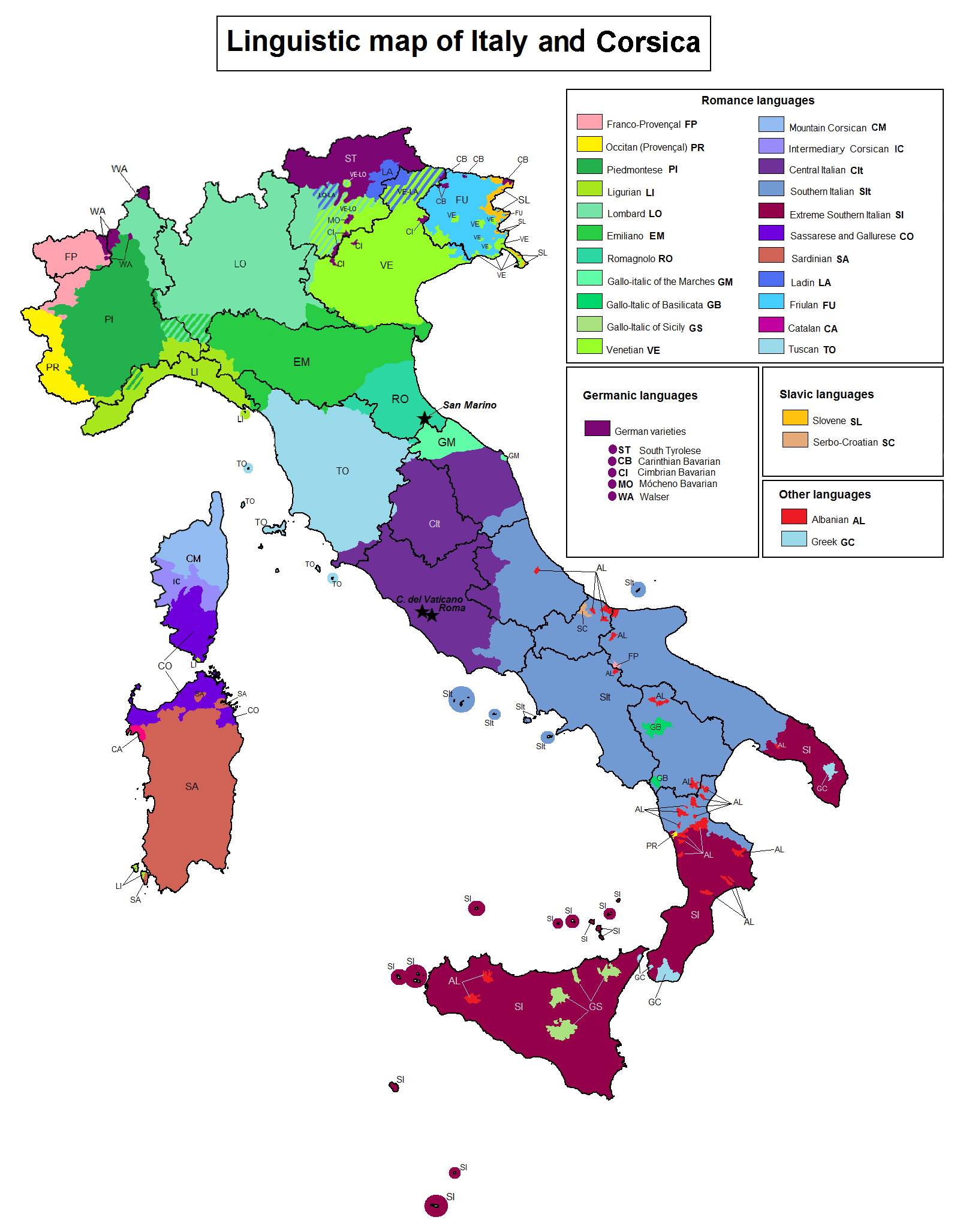
En violet foncé, l'aire de répartition des dialectes italiens méridionaux extrêmes (le cilentain méridional n'est pas représenté).

Le groupe linguistique sicilien (ou macro-langue sicilienne) regroupe l'ensemble des variétés dialectales parlées en Sicile, a langue sicilienne au sens large, symbolisée par le code de langue scn. C'est un sous-groupe du groupe des dialectes italiens méridionaux extrêmes.
Indépendamment du groupe linguistique sicilien, on rencontre aussi d’autres langues en Sicile que sont les îlots linguistiques arbëreshë, gallo-italique et grec.

## Le sicilien
Langue italo-romane, le sicilien est tout de même considérablement influencé par le grec en raison de l'appartenance de la Sicile à la Grèce antique ainsi qu'à la forte influence grecque qui s'est ancrée sur l'île. Le sicilien a aussi subi d'autres influences au cours du Moyen Âge : l'arabe, le français, l'italien mais aussi l'allemand, le lombard, le castillan, le provençal et le catalan forgent, au même titre que le latin vulgaire et le grec, l'identité de cette langue.  

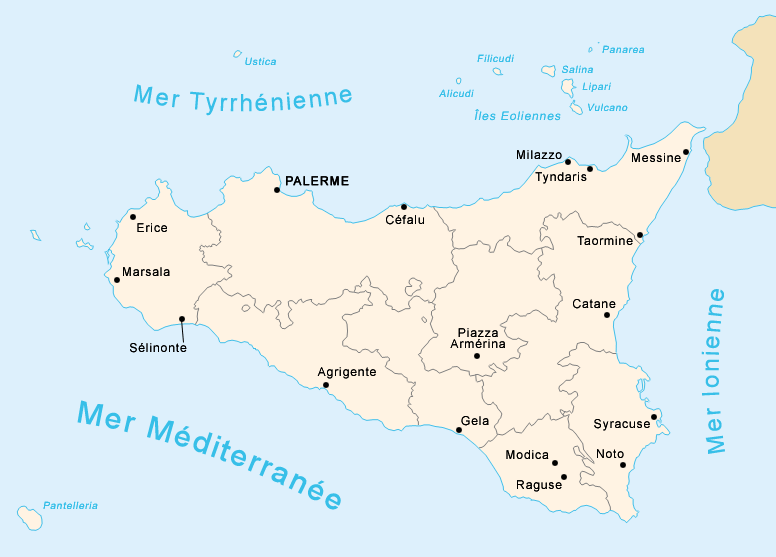
La Sicile et ses neuf provinces.

Si le sicilien est parlé à travers toute la Sicile, il diffère selon les micro-régions siciliennes souvent par sa prononciation mais aussi par ses propres règles linguistiques.

- L'on distingue alors le sicilien occidental (sicilianu uccidintali) lui-même divisé en prononciations différentes suivant les contrées (Palerme, Trapani, Agrigente central-occidental).
- Les particularités métaphoniques du centre de la Sicile (une partie des provinces de Caltanissetta, de Messine, d'Enna, de Palerme, et de l'Agrigente) et du sud-est (les provinces de Syracuse et de Raguse).
- Les particularités non-métaphoniques de l'Est de la Sicile et, plus précisément, de la province de Catane.
- Le dialecte des Îles Éoliennes et le Pantesco (Pantiscu, en sicilien), proche du maltais[3], qui est celui de l'île de Pantelleria.
- L'on distingue aussi le dialecte nissenu parlé dans la ville de Caltanissetta ; le dialecte rausanu parlé à Raguse, dans une partie de sa province ainsi que dans les villes de Rosolini, Noto et Pachino, situées dans la province voisine de Syracuse ; et le messinois (missinisi) utilisé à Messine et dans ses alentours.

La division du sicilien est si importante que les dialectes eux-mêmes peuvent être composés de patois villageois ou citadins.

Ainsi, par exemple, au sein du sicilien occidental on remarque des différences de vocabulaire entre le parler d’Agrigente et celui de Canicattì, deux villes de la province d’Agrigente : «ma sœur » se traduira « me soru » à Agrigente et « ma sueru » à Canicatti ; « garçon » se traduira quant à lui « picciottu » à Agrigente et « picciuettu » à Canicatti.

## Comparaison avec le calabrais centro-méridional
Le calabrais meridional (calabbrìsi ou calavrìsi, en sicilien) est parlé dans la partie centrale et méridionale de la Calabre (soit la Calabre citérieure), incluant les provinces de Reggio Calabria, de Vibo Valentia, de Catanzaro et la partie méridionale de celle de Crotone (en particulier la ville de Crotone).
Le calabrais centro-méridional doit être distingué du calabrais septentrional, sous influence linguistique napolitaine et appartenant par conséquent à la famille des dialectes italo-romans méridionaux.
À l'instar du sicilien, le calabrais centro-méridional est considérablement influencé par le grec mais aussi par le provençal, le français et l'arabe.
Il existe aussi plusieurs dialectes calabrais; (parràti calabbrìsi) : le dialecte reggino (u 'rriggitànu) est le plus important d'entre eux, il est parlé à Reggio de Calabre et étend son influence à travers toute la partie méridionale de la Calabre.
On distingue aussi les patois propres à certaines micro-régions (Plaine de Gioia Tauro, Locride et Alto-Jonica) ainsi que le parler de Catanzaro.

### sicilien standard et calabrais centro-méridional
| Français        | Sicilien standard                                                                                 | Calabrais centro-méridional            |
| --------------- | ------------------------------------------------------------------------------------------------- | -------------------------------------- |
| (Je) suis       | (Iu / Jeu / Eiu / Eu / Eju / Ieu / Ju / Jo / Iò / Joni / Ioni / Ji / Jini / Ija / Jia / Ia) sugnu | (Jèu / Jò / Iu / Eu) sugnu             |
| (Tu) es         | (Tu / Tuni) sì                                                                                    | (Tu) sì                                |
| (Il / Elle) est | (Iḍḍu / Iḍḍa) eni / esti / è / eghi / jè                                                          | (Iddhu / Iddha / Ida / Idu) esti / eni |
| (Nous) sommes   | (Nui / Nu) semu                                                                                   | (Nùi) símu                             |
| (Vous) êtes     | (Vùi) siti                                                                                        | (Vùi) síti                             |
| (Ils) sont      | (Iḍḍi) sunnu                                                                                      | (Iddhi / Idi) sù/sùnnu                 |

| Français      | Sicilien standard                                                                                | Calabrais centro-méridional      |
| ------------- | ------------------------------------------------------------------------------------------------ | -------------------------------- |
| (J') ai       | (Iu / Jeu / Eiu / Eu / Eju / Ieu / Ju / Jo / Iò / Joni / Ioni / Ji / Jini / Ija / Jia / Ia) haiu | (Jèu / Jò / Iu / Eu) haju        |
| (Tu) as       | (Tu / Tuni) hai                                                                                  | (Tu) hái                         |
| (Il / Elle) a | (Iḍḍu / Iḍḍa) havi                                                                               | (Iddhu / Iddha / Ida / Idu) hávi |
| (Nous) avons  | (Nui / Nu) avemu / âmu                                                                           | (Nùi) aímu                       |
| (Vous) avez   | (Vùi) aviti                                                                                      | (Vùi) aíti                       |
| (Ils) ont     | (Iḍḍi) hannu                                                                                     | (Iddhi / Idi) hannu              |

| Français  | Sicilien standard | Calabrais centro-méridional |
| --------- | --- | --------------------------- |
| Janvier   | Jinnaru / Jnnaru / Innaru | Jennaru                     |
| Février   | Frivaru | Febbraju / Fivraru          |
| Mars      | Marzu | Marzu                       |
| Avril     | Aprili | Aprili                      |
| Mai       | Maiu / Maggiu / Maju | Maggiu / Maju               |
| Juin      | Giugnu / Iugnu / Jugnu / Njugnu / Gnugnu | Giugnu                      |
| Juillet   | Giugnettu / Iugnettu / Jugnettu / Njugnettu / Gnugnettu | Lugliu                      |
| Août      | Austu / Avustu / Agustu | Agustu                      |
| Septembre | Sittèmmiru / Sittièmmuru / Sittembri / Sittembru / Sittèmmaru / Sittèmmuru / Sittiembri / Sittiembru / Sittièmmiru / Sittèmmiri                                                     | Settembri / Settembra       |
| Octobre   | Uttùviru / Ottùviru / Ottùvuru / Uttùvuru / Uttùviri / Uttuvri / Uttuvru / Uttùvaru / Ottuvru / Ottuvri / Ottubbru / Ottubbri / Uttubbri / Attùviru / Attùvaru / Attuvru / Ottùviri | Ottobri / Ottobbra          |
| Novembre  | Nuvèmmiru / Nuvèmmuru / Nuvembru / Nuvembri / Nuvièmmaru / Nuvièmmiru / Nuvièmmuru / Nuvièmmiri / Nuviembri / Nuviembru                                                             | Novembri / Novembra         |
| Décembre  | Dicèmmiru / Dicièmmuru / Dicembri / Dicembru / Dicèmmuru / Dicièmmiru / Ricièmmiru / Ricièmmuru                                                                                     | Dicembri / Dicembra         |

## Comparaison avec le salentin
Le salentin (salintinu en salentin) est parlé dans le Salente, au sud des Pouilles (province de Lecce et province de Brindisi).
La langue salentine a été fortement influencée par le grec, le français, le castillan, l'albanais et l'arabe. Malgré certains points communs avec le sicilien, il n'y a pas de pleine compréhension mutuelle entre le sicilien et le salentin.

### sicilien et salentin

#### conjugaisons
| Français        | Sicilien                                                                                          | Leccese                                                                    | Salentin gallipolino | Brindisien                 |
| --------------- | ------------------------------------------------------------------------------------------------- | -------------------------------------------------------------------------- | -------------------- | -------------------------- |
| (Je) suis       | (Iu / Jeu / Eiu / Eu / Eju / Ieu / Ju / Jo / Iò / Joni / Ioni / Ji / Jini / Ija / Jia / Ia) sugnu | (Ieu / Jou / Jeu / Iou) su/suntu                                           | (Jou) su/suntu       | (Iu) so/sontu              |
| (Tu) es         | (Tu / Tuni) sì                                                                                    | (Tie) si/sinti                                                             | (Te / Teve) sinti    | (Tuni / Tui / Tu) sinti    |
| (Il / Elle) est | (Iḍḍu / Iḍḍa) è / eghi / esti / eni / jè                                                          | (Iddu / Idda / Iddhru / Iddrhu / Iddhu / Iddhra / Iddrha / Iddha) ete      | (Iddu / Idda) ete    | (Iddu / Edda) eti / jè / è |
| (Nous) sommes   | (Nui / Nu) semu                                                                                   | (Nui) simu                                                                 | (Nui) simu           | (Nui) simu                 |
| (Vous) êtes     | (Vùi) siti                                                                                        | ('Ui) siti                                                                 | ('Ui) siti           | (Vui / 'Ui) siti           |
| (Ils) sont      | (Iddi) sunnu                                                                                      | (Iddi / Idde / Iddhri / Iddrhi / Iddhi / Iddhre / Iddrhe / Iddhe) su/suntu | (Iddi) su/suntu      | (Loru / Iddi) so/sontu     |

| Français      | Sicilien                                                                                         | Leccese                                                                   | Salentin gallipolino | Brindisien                   |
| ------------- | ------------------------------------------------------------------------------------------------ | ------------------------------------------------------------------------- | -------------------- | ---------------------------- |
| (J') ai       | (Iu / Jeu / Eiu / Eu / Eju / Ieu / Ju / Jo / Iò / Joni / Ioni / Ji / Jini / Ija / Jia / Ia) haiu | (Ieu / Jou / Jeu / Iou) aggiu                                             | (Jou) aggiu          | (Iu) aggiu/agghiu/aggia      |
| (Tu) as       | (Tu / Tuni) hai                                                                                  | (Tie) ai/a                                                                | (Te / Teve) hai      | (Tuni / Tui / Tu) ani/ai     |
| (Il / Elle) a | (Iḍḍu / Iḍḍa) havi                                                                               | (Iddu / Idda / Iddhru / Iddrhu / Iddhu / Iddhra / Iddrha / Iddha) àe      | (Iddu / Idda) ave    | (Iddu / Edda) avi / ave / ai |
| (Nous) avons  | (Nui / Nu) avemu / âmu                                                                           | (Nui) imu                                                                 | (Nui) 'bimu          | (Nui) avimu                  |
| (Vous) avez   | (Vùi) aviti                                                                                      | ('Ui) iti                                                                 | ('Ui) 'bbiti         | (Vui / 'Ui) aviti            |
| (Ils) ont     | (Iḍḍi) hannu                                                                                     | (Iddi / Idde / Iddhri / Iddrhi / Iddhi / Iddhre / Iddrhe / Iddhe) àne/ànu | (Iddi) ane           | (Loru / Iddi) hannu/anna     |